# Сіріль Сольньє
Сіріль Сольньє (фр. Cyril Saulnier; нар. 16 серпня 1975) — колишній французький тенісист.
Найвищу одиночну позицію світового рейтингу — 48 місце досяг 21 березня 2005, парну — 382 місце — 3 листопада 2003 року.
Найвищим досягненням на турнірах Великого шолома було 2 коло в одиночному та парному розрядах.
Завершив кар'єру 2007 року.

## Фінали турнірів ATP за кар'єру

### Одиночний розряд: 1 (1 поразка)
| Легенда                         |
| ------------------------------- |
| Турніри Великого шлема (0–0)    |
| Фінали Світового туру ATP (0–0) |
| Серія Мастерс ATP (0–0)         |
| Серія турнірів ATP (0–0)        |
| Світова серія ATP (0–1)         |

| Фінали за покриттям |
| ------------------- |
| Тверде (0–1)        |
| Ґрунт (0–0)         |
| Трава (0–0)         |
| Килим (0–0)         |

| Фінали за типом корту |
| --------------------- |
| Відкритий корт (0–0)  |
| Закритий корт (0–1)   |

| Результат | В-П | Дата     | Турнір        | Рівень           | Покриття | Суперник    | Рахунок  |
| --------- | --- | -------- | ------------- | ---------------- | -------- | ----------- | -------- |
| Поразка   | 0–1 | Лют 2005 | Сан-Хосе, США | Серія Інтернешнл | Тверде   | Енді Роддік | 0–6, 4–6 |

## Фінали ATP Челленджер і ITF Ф'ючерс

### Одиночний розряд: 7 (4–3)
| Легенда              |
| -------------------- |
| ATP Челленджер (3–1) |
| ITF Ф'ючерс (1–2)    |

| Фінали за покриттям |
| ------------------- |
| Тверде (3–1)        |
| Ґрунт (1–1)         |
| Трава (0–0)         |
| Килим (0–1)         |

| Результат | В-П | Дата     | Турнір                     | Рівень     | Покриття | Суперник                | Рахунок        |
| --------- | --- | -------- | -------------------------- | ---------- | -------- | ----------------------- | -------------- |
| Поразка   | 0–1 | Сер 1998 | Франція F4, Тулон          | Ф'ючерс    | Ґрунт    | Іван Родріго-Марін      | 2–6, 3–6       |
| Перемога  | 1–1 | Сер 1998 | Італія F13, Варезе         | Ф'ючерс    | Ґрунт    | Іван Родріго-Марін      | 6–3, 6–3       |
| Поразка   | 1–2 | Лип 1999 | Греція F4, Александруполіс | Ф'ючерс    | Килим    | Константінос Ікономідіс | 4–6, 6–4, 4–6  |
| Перемога  | 2–2 | Сер 1999 | Сеговія, Іспанія           | Челленджер | Тверде   | Серхі Бругера           | 6–4, 7–5       |
| Поразка   | 2–3 | Вер 2001 | Стамбул, Туреччина         | Челленджер | Тверде   | Микола Давиденко        | 3–6, 3–6       |
| Перемога  | 3–3 | Бер 2003 | Безансон, Франція          | Челленджер | Тверде   | Ерік Тайно              | 7–6(10–8), 6–4 |
| Перемога  | 4–3 | Вер 2005 | Орлеан, Франція            | Челленджер | Тверде   | Ніколя Маю              | 6–3, 6–4       |

### Парний розряд: 1 (0–1)
| Легенда              |
| -------------------- |
| ATP Челленджер (0–0) |
| ITF Ф'ючерс (0–1)    |

| Фінали за покриттям |
| ------------------- |
| Тверде (0–0)        |
| Ґрунт (0–1)         |
| Трава (0–0)         |
| Килим (0–0)         |

| Результат | В-П | Дата     | Турнір                | Рівень  | Покриття | Партнер        | Суперники                    | Рахунок       |
| --------- | --- | -------- | --------------------- | ------- | -------- | -------------- | ---------------------------- | ------------- |
| Поразка   | 0–1 | Чер 1998 | Угорщина F1, Будапешт | Ф'ючерс | Ґрунт    | Антоні Ла Порт | Корнель Бардоцкі Міклош Янчо | 4–6, 7–5, 4–6 |

## Часовий графік результатів
| W | Ф | ПФ | ЧФ | #Р | КТ | К# | P# | DNQ | A | Z# | PO | G | S | B | NMS | NTI | P | NH |

### Одиночний розряд
| Турніри Великого шлему                 |     |     |     |     |     |     |     |     |        |       |     |
| Відкритий чемпіонат Австралії з тенісу |     | 1р  | К3р | 1р  | К3р | 2р  | 1р  | 1р  | 0 / 5  | 1–5   | 17% |
| Відкритий чемпіонат Франції з тенісу   |     | 1р  | 1р  | К1р | 1р  | 1р  | 1р  | К3р | 0 / 5  | 0–5   | 0%  |
| Вімблдонський турнір                   | К2р | 1р  | К2р | 1р  | 2р  | 2р  | 1р  |     | 0 / 5  | 2–5   | 29% |
| Відкритий чемпіонат США з тенісу       | 1р  | 2р  | 1р  | К1р | 1р  | 2р  | 2р  | К1р | 0 / 6  | 3–6   | 33% |
| В-П                                    | 0–1 | 1–4 | 0–2 | 0–2 | 1–3 | 3–4 | 1–4 | 0–1 | 0 / 21 | 6–21  | 22% |
| Тур ATP Мастерс 1000                   |     |     |     |     |     |     |     |     |        |       |     |
| Індіан-Веллс                           |     | 1р  | К1р |     |     | 1р  | 2р  | 2р  | 0 / 4  | 2–4   | 33% |
| Відкритий чемпіонат Маямі з тенісу     |     | 2р  | К1р |     | 2р  | 2р  | 1р  | 1р  | 0 / 5  | 3–5   | 38% |
| Монте-Карло                            |     | 1р  | К2р |     | К1р | К1р | 2р  |     | 0 / 2  | 1–2   | 33% |
| Рим                                    |     |     |     |     |     |     | 1р  |     | 0 / 1  | 0–1   | 0%  |
| Гамбург                                |     | К2р |     |     |     | 1р  | 1р  |     | 0 / 2  | 0–2   | 0%  |
| Мастерс Канада                         |     | 2р  |     | 1р  | 1р  | 3р  | 1р  |     | 0 / 5  | 3–5   | 38% |
| Мастерс Цинциннаті                     |     | К1р |     | 1р  |     |     | 1р  |     | 0 / 2  | 0–2   | 0%  |
| Париж                                  |     | К1р |     |     | К1р | 3р  | К1р | К1р | 0 / 1  | 2–1   | 67% |
| В-П                                    | 0–0 | 2–4 | 0–0 | 0–2 | 1–2 | 5–5 | 2–7 | 1–2 | 0 / 22 | 11–22 | 33% |